# Vidalita
La vidalita è uno stile musicale non ballabile caratteristico del folklore argentino e uruguaiano. La vidalita è imparentata e a volte confusa con la vidala. Entrambe sono di origine colta e si trovano molto diffuse nel nord-est argentino, specialmente nelle province di Catamarca e Tucumán, nonostante siano caratteristiche di tutto il territorio di entrambi i paesi.

## Caratteristiche
La vidala suole essere più lenta della vidalita, e allo stesso tempo i versi sono di tema amoroso e allegri, ma accompagnati da una musica triste. Nei suoi versi, molto spesso, la vidalita si caratterizza per intercalare la espressione "vidalita" accentuada sull'ultima sillaba (vidalitá), per produrre l'effetto di ciò che il cantante dice nella vidalita.
Il musicologo argentino Carlos Vega distinse le seguenti differenze tra la vidala e la vidalita.
|               | Vidala                                | Vidalita                              |
| Versi         | Ottonari (Octosílabos)                | Senari (Hexasílabos)                  |
| Piede ritmico | Trocheo (una segno breve e una larga) | Ionico (due segni brevi e due larghi) |

Tra le vidalitas storiche emergono quelle che i gauchos norteños (settentrionali) cantavano al generale Gregorio Aráoz de Lamadrid, e quella che questi cantava.